# Orange Beach
Orange Beach est une ville du comté de Baldwin, dans l'État américain de l'Alabama.
Elle fait partie de l'aire micropolitaine de Daphne–Fairhope–Foley.

## Géographie
Orange Beach se trouve à 30°17'29.411" Nord 87°33'43.146" Ouest.
D'après le Bureau de recensement des États-Unis, la ville a une superficie de 29,5 km2, dont 26,9 km2 et 2,6 km2 (8,69 %) d'eau.

### Climat
| Mois                              | jan.  | fév.  | mars  | avril | mai | juin  | jui.  | août  | sep.  | oct.  | nov.  | déc.  |
| --------------------------------- | ----- | ----- | ----- | ----- | --- | ----- | ----- | ----- | ----- | ----- | ----- | ----- |
| Température minimale moyenne (°C) | 6     | 7     | 11    | 14    | 18  | 22    | 23    | 23    | 21    | 15    | 11    | 7     |
| Température moyenne (°C)          | 11    | 13    | 16    | 19    | 23  | 27    | 28    | 28    | 26    | 21    | 16    | 13    |
| Température maximale moyenne (°C) | 16    | 18    | 21    | 24    | 28  | 31    | 32    | 32    | 31    | 26    | 22    | 18    |
| Précipitations (mm)               | 145,3 | 123,4 | 160,5 | 100,8 | 112 | 131,3 | 180,1 | 155,2 | 171,4 | 108,2 | 112,5 | 102,1 |

## Politique et administration
Le maire actuel d'Orange Beach est Tony Kennon. Le maire précédent était Pete Blalock.

## Population et société

### Démographie

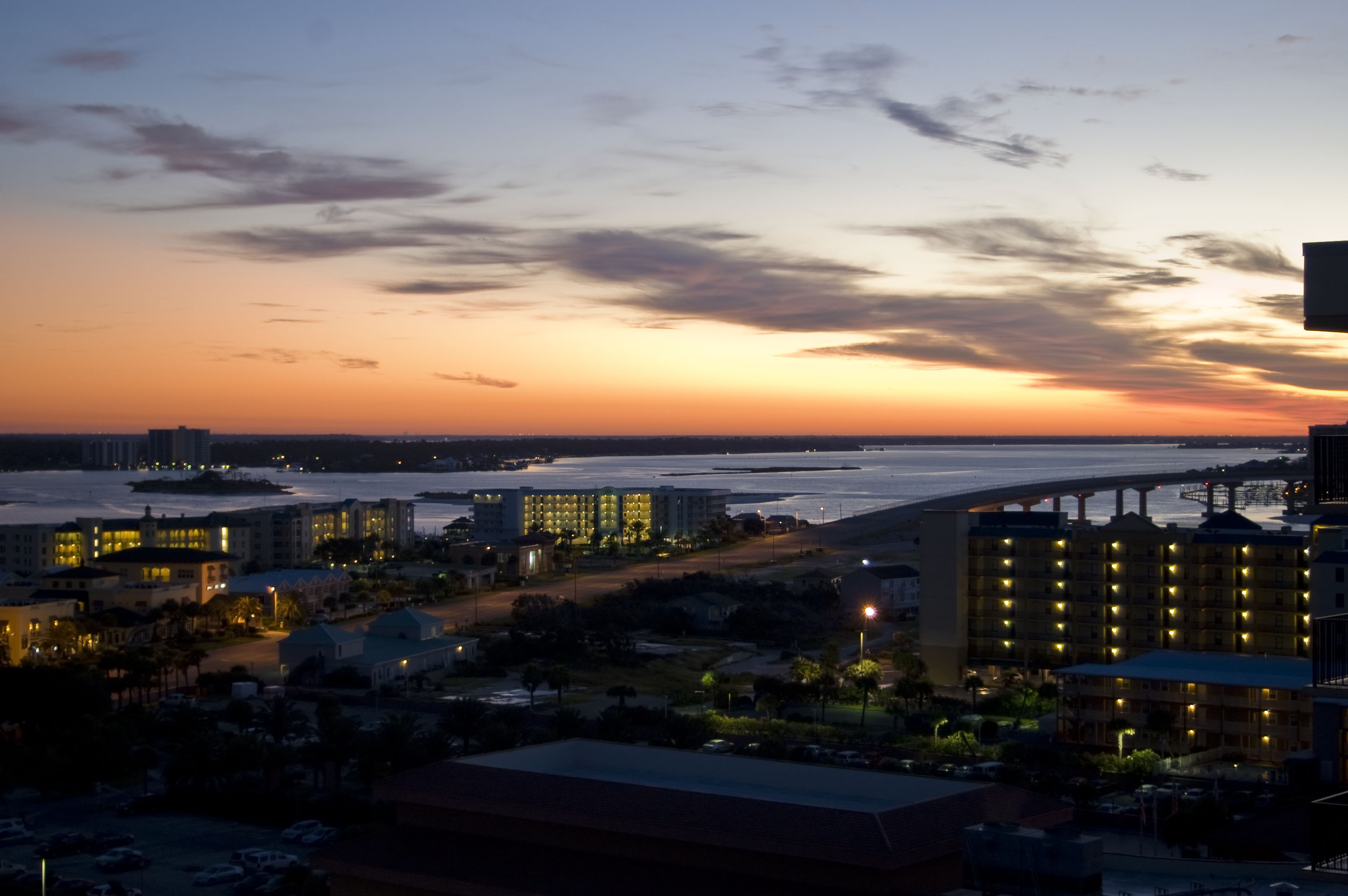
Vue depuis une copropriété.

D'après le recensement de 2000, il y avait 3 784 personnes, réparties en 1 779 ménages et 1 090 familles. La densité de population était de 140,5 hab./km2. Le tissu racial de la ville étaient de 94,82 % de Blancs, 0,37 % d'Afro-Américains, 0,69 % d'Amérindiens, 0,21 % d'Asiatiques, 2,03 % d'autres races, et 1,88 % de deux races ou plus. 2,77 % de la population étaient hispanique ou latino.
Il y avait 1 779 ménages dont 20,6 % avaient des enfants de moins de 18 ans, 50,0 % étaient des couples mariés, 7,8 % étaient constitués d'une femme seule, et 38,7 % n'étaient pas des familles. 30,4 % des ménages étaient composés d'un seul individu, et 11,2 % d'une personne de plus de 65 ans ou plus. Les tailles moyennes d'un ménage et d'une famille sont respectivement de 2,13 personnes et 2,61 personnes.
La répartition de la population par tranche d'âge est comme suit : 16,60 % en dessous de 18 ans, 6,4 % de 18 à 24, 28,3 % de 25 à 44, 30,5 % de 45 à 64, et 18,2 % au-dessus de 65 ans ou plus. L'âge moyen est de 44 ans.
Le revenu moyen d'un ménage dans la ville est de 40 542 dollars, et le revenu moyen d'une famille est de 51 222 dollars.
| 1990  | 2000  | 2010  | - |
| ----- | ----- | ----- | - |
| 2 253 | 3 784 | 5 441 | - |

### Éducation
Orange Beach fait partie du système éducatif des Baldwin County Public Schools.
L’Orange Beach Elementary School est la seule école de la ville et accueille les élèves de la maternelle au cinquième grade. Les élèves du sixième et au huitième grade se rendent à la Gulf Shores Middle School et ceux du neuvième et douzième grade se rendent à la Gulf Shores High School dans la ville voisine de Gulf Shores.
L'université Columbia du Sud est une université diffusant ses programmes en ligne située à Orange Beach.

## Culture et société

### Sports
La ville d'Orange Beach accueille beaucoup d'événements sportifs et de tournois dans l'Orange Beach Sportsplex. le Sportsplex, situé au nord du Gulf State Park et près de The Wharf, comprend un stade de football et de football américain avec une capacité de 1 500 places. L'installation a aussi plusieurs stades de baseball et de softball.

### Attractions

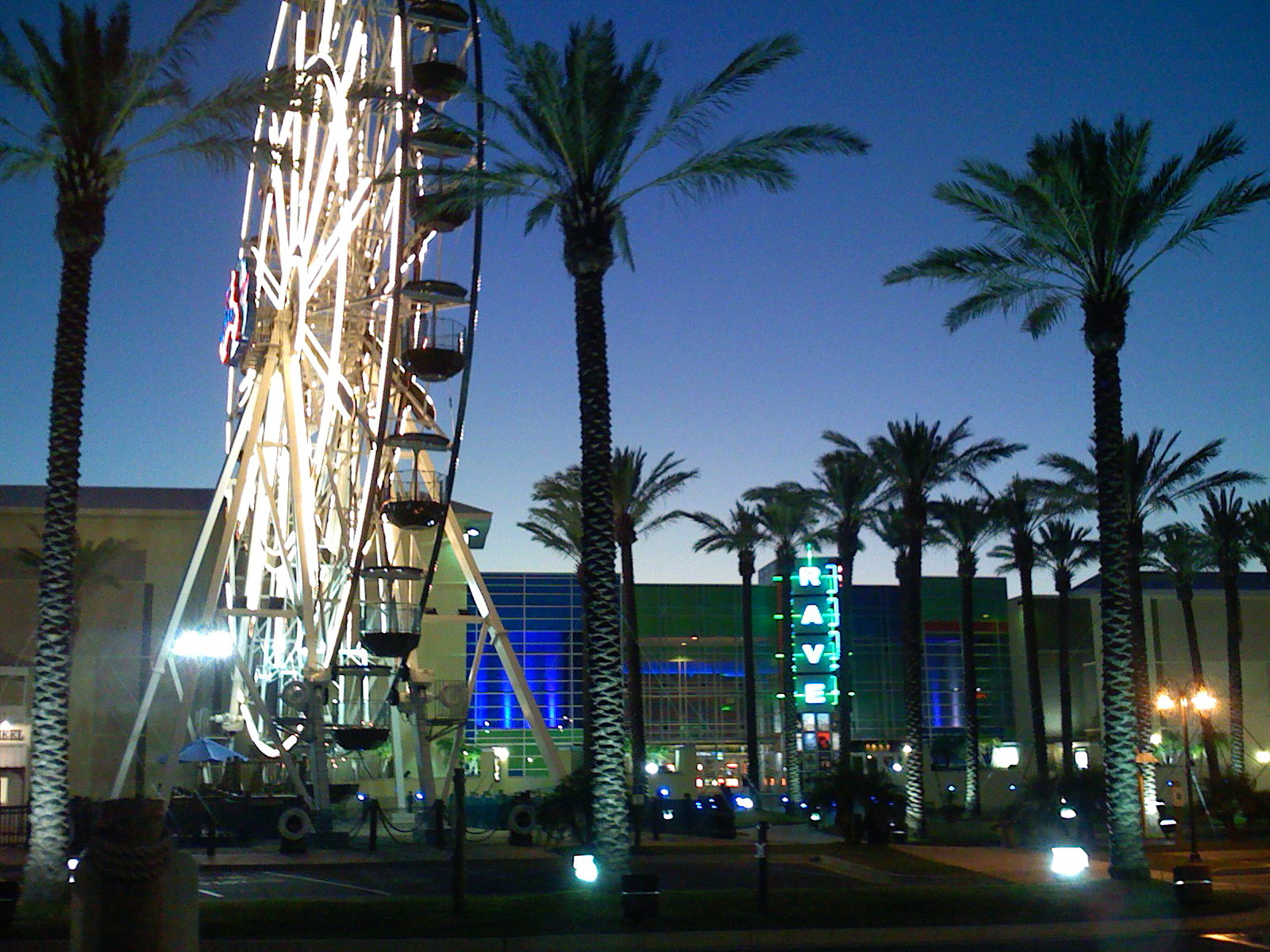
La grande roue.

Parmi les attractions se trouve la grande roue Ferris qui s'élève à 112 mètres à The Wharf.